# La Réunification des deux Corées
La Réunification des deux Corées est une pièce de théâtre écrite et mise en scène par Joël Pommerat, créée en janvier 2013 aux Ateliers Berthier de l'Odéon – Théâtre de l’Europe.

## Résumé
La Réunification des deux Corées est une pièce de théâtre sans unité narrative. En effet, elle est composée de dix instantanés, dix moments dramatiques fictionnels mettant en scène des hommes et des femmes, parfois en couple, en trio, ou plus. Ces épisodes autonomes d’un point de vue dramatique, sont interdépendants d'un point de vue thématique. À travers ces différentes scènes, Joël Pommerat propose un panorama autour du thème de la relation amoureuse il considère l'intérêt dramatique. La relation amoureuse, du fait de son intensité, est « propice à l’aveuglement » et donc à l'action dramatique. Ainsi, les scènes se succèdent alternant entre mouvements d’union ou de rupture.

### Titres des scènes
- Divorce[4]
- Ménage
- Séparation
- Mariage
- Mort
- Philtre
- Attente
- Enfants
- Mémoire
- L’amour ne suffit pas

## Conception et production

### À propos du titre
Malgré une consonance géopolitique, il n'est nullement question des deux Corée dans la pièce. En effet, la convocation de la région coréenne permet d’exprimer métaphoriquement la relation amoureuse : le couple est une entité formée par deux individus autonomes et contraires, comme la Corée du Nord et la Corée du Sud. 
Enfin, le sens du titre est éclairé par le texte lui-même dans l’épisode « La femme amnésique ». Quand la femme demande de quelle manière ils s’aimaient lors de leur mariage, L’homme raconte qu’à leur rencontre tout était parfait, que c’était comme « deux moitiés qui s’étaient perdues et qui se retrouvaient ». Il continue sa tirade par la comparaison à la réunification des deux Corées, aux retrouvailles des familles séparées.

### Processus d'écriture de Joël Pommerat
L'élément fondateur de La Réunification des deux Corées réside dans l'idée d'un dispositif scénique bifrontal. En effet, le public est divisé en deux parties se faisant face. Les personnages évoluent sur un long et noir couloir d'une trentaine de mètres, une sorte de no man's land. Une fois le dispositif mis en place, Joël Pommerat a invité des comédiens afin d'expérimenter ce nouvel espace scénique. C'est à partir de ces improvisations que l'auteur a créé son spectacle.

### Influences littéraires et cinématographiques
Joël Pommerat reprend la structure de la pièce de l'écrivain allemand Arthur Schnitzler La Ronde. L'influence est d'autant plus revendiquée du dramaturge, du fait qu'il réécrit dans la scène finale de La Réunification des deux Corées « le prix de l’amour », la scène d'ouverture de La Ronde « La fille et le soldat ».
Joël Pommerat s'inspire également du film d’Ingmar Bergman Scènes de la vie conjugale (1973). Un parallèle évident peut être tissé entre la première scène de La Réunification des deux Corées « Le divorce » et l'un des extraits du film L'Art de cacher la poussière sous les meubles.

### Distribution à la création
| Acteurs          | Rôles |
| Saadia Bentaïeb  | La femme qui veut divorcer Nicole, une femme de ménage Christelle, la future mariée La mère d’un jeune enfant dans une école La mère d’un jeune soldat |
| Agnès Berthon    | Une femme voulant se séparer d’une autre Une femme qui rencontre son premier amour Myriam, une sœur de la future mariée Celui ou celle qui chante La directrice de l’école Une femme qui n’a pas de souvenir                                                                                    |
| Yannick Choirat  | Un premier amour Un médecin, un soir de deuil Un homme chez lui assis à une table Un instituteur Un homme dont les enfants ont disparu |
| Philippe Frécon  | Le mari d’une des sœurs de la future mariée Un homme dans une chambre d’hôtel Un homme qui attend sa femme en compagnie d’une autre Un homme dont la femme n’a plus de souvenir L’ami qui ne comprend pas                                                                                       |
| Ruth Olaizola    | Une femme n’arrivant pas à se séparer d’une autre Corinne, une femme de ménage Marie-Eve, une sœur de la future mariée Une femme dont le père vient de mourir Une femme dont le mari revient après dix ans Un jeune soldat Une femme pour qui l’amour ne suffit pas Une prostituée dans la nuit |
| Marie Piemontese | La voix s’adressant à celle qui veut divorcer Nathalie, une sœur de la future mariée Une prostituée chez elle Une femme qui attend son mari en compagnie d’un homme Une femme dont les enfants ont disparu                                                                                      |
| Anne Rotger      | Cécile, une femme de ménage Caroline, une sœur de la future mariée Une femme dans une chambre d’hôtel Une femme engagée pour garder des enfants Une femme qui attend un enfant |
| David Sighicelli | Un psychothérapeute Christian, le futur marié Le futur mari de celle qui vient de perdre son père Un prêtre Le père d’un jeune enfant dans une école L’ami qui n’arrive pas à se faire comprendre Celui qui tente de convaincre une jeune femme de ne pas garder son enfant                     |
| Maxime Tshibangu | L’ami de celle qui rencontre son premier amour Celui qui revient après dix ans Le père du jeune soldat Un homme dans un lit Celui qui rencontre une prostituée la nuit |

### Équipe de création
Source
- Éric Soyer : scénographie et lumière
- Isabelle Deffin : création costumes
- François Leymarie et Grégoire Leymarie : création son
- Antonin Leymarie : création musique originale
- Renaud Rubiano : création vidéo
- Thomas Ramon : Accessoires

## Édition
Le texte de la pièce est publié en 2013 par les éditions Actes Sud,.